# Groupe de NGC 2280
Le groupe de NGC 2280 comprend au moins cinq galaxies situées dans la constellation du Grand Chien. La distance moyenne entre ce groupe et la Voie lactée est d'environ 30,2 Mpc (∼98,5 millions d'al). 

## Membres
Le tableau ci-dessous liste les cinq galaxies du groupe dans l'ordre indiquées dans l'article de A.M. Garcia paru en 1993. Richard Powell mentionne aussi ce groupe sur son site « Un Atlas de l'Univers », mais la galaxie NGC 2292 n'y figure pas.    
| Nom        | Classification | Type           | α (J2000.0)   | δ (J2000.0)  | Vitesse radiale (km/s) | Magnitude apparente | Distance (Mpc) | Diamètre (kal) |
| ---------- | -------------- | -------------- | ------------- | ------------ | ---------------------- | ------------------- | -------------- | -------------- |
| NGC 2280   | SA(s)cd        | Spirale        | 06h 44m 49.1s | -27° 38′ 19″ | 1895 ± 1               | 10,3                | 30,2 ± 2,1     | 451            |
| NGC 2293   | SAB0^+(s) pec  | Lenticulaire   | 06h 47m 42.9s | -26° 45′ 16″ | 2037 ± 6               | 11,2                | 32,3 ± 2,3     | 214            |
| ESO 490-45 | SB(s)d         | Spirale barrée | 06h 46m 46.7s | -26° 28′ 32″ | 1711 ± 1               | 12,27               | 27,5 ± 1,9     | 78             |
| ESO 490-10 | SB(rs)d? pec   | Spirale barrée | 06h 31m 57.5s | -26° 46′ 09″ | 1820 ± 2               | 12,27 ± 0,09        | 28,8 ± 2,0     | 63             |
| NGC 2292   | SAB0^0 pec     | Lenticulaire   | 06h 47m 39.6s | -26° 44′ 46″ | 2036 ± 4               | 11,0                | 32,3 ± 2,3     | 264            |

Le site DeepskyLog permet de trouver aisément les constellations des galaxies mentionnées dans ce tableau ou si elles ne s'y trouvent pas, l'outil du site constellation permet de le faire à l'aide des coordonnées de la galaxie. Sauf indication contraire, les données proviennent du site NASA/IPAC.